# Bédi Buval
Bédi Buval est un footballeur professionnel français, né le 16 juin 1986 à Domont. Il évolue au poste d'attaquant. Ses caractéristiques principales de jeu sont la vitesse, la puissance athlétique et la capacité à utiliser ses deux pieds sans distinction.

## Carrière

### Les débuts
Bédi Buval commence sa carrière de footballeur dans un petit club proche de chez lui à l'US Chantilly. Il y démarre sa formation en 1998 et il y reste de nombreuses années jusqu'au moment où il décide de faire un pas en avant. L'envie d'être un jour professionnel, c'est le destin de Bédi qui décide dans la foulée de tenter sa chance au centre de formation de l'AS Nancy-Lorraine. Bédi est engagé et effectue une très bonne saison au sein de sa formation qui lui fut alors d'être repéré par des recruteurs anglais à l'âge de seize ans. Fasciné par le championnat anglais et son style de jeu porté vers l'avant, il fut alors . Après un essai concluant au Chelsea FC, Bedi Buval décide finalement de rejoindre l'Angleterre via les Bolton Wanderers en 2003, convaincu par la qualité des installations sportives de la Youth Academy du club.

### Bolton, en réserve
Après une intégration rapide en Angleterre, il fait alors partie de l'effectif professionnel des Bolton Wanderers en  Premier League et évolue aux côtés de joueurs tels Mário Jardel, Hidetoshi Nakata, Youri Djorkaeff, Vincent Candela, El-Hadji Diouf, Augustine « Jay-Jay » Okocha ou encore Fernando Hierro. En juillet 2005 il réalise notamment une entrée avec l'équipe première de Bolton Wanderers contre l'Inter Milan en match amical. À la suite de l'arrivée de Nicolas Anelka en août 2006, il décide de quitter Bolton Wanderers pour glaner du temps de jeu.
Joueur puissant et athlétique, en mars 2006 Bédi Buval se blesse gravement - au cours d'un choc violent contre un adversaire - au genou gauche (rupture des ligaments croisés internes) lors d'un match de réserve anglaise contre Leeds. Il fut alors contraint à l'époque d'être écarté des terrains durant sept mois. C'est durant cette période qu'il effectue une intense rééducation au CERS (Centre Européen de Rééducation Réservé aux Sportifs) de Cap Breton pour revenir à son meilleur niveau. Dans le but de revenir progressivement à la compétition à la suite de sa blessure, en novembre 2006, il rejoint le Red Star 93.

### Red Star 93
Bédi revient en France peu après ses malheurs la réserve avec Bolton, il signe avec le Red Star 93 qui joue alors en CFA (Championnat de France amateur de football) pour but de relancer sa toute jeune carrière. Il joue son premier match avec le Red Star 93 contre le Pacy VEF le 2 décembre 2006. Il inscrit son unique but avec le Red Star 93 sur un match contre l'AS Poissy mais il ne parvient pas à ramener les trois points pour son équipe. La suite de la saison qu'il effectue il y pratique des bonnes prestations avec un total de quatorze rencontres pour un but. Cela passe pas inaperçu, l'intérêt de nombreux clubs comme Beauvais est mis en évidence, mais c'est au Danemark que le joueur tente sa chance pour la suite de sa carrière.

### Randers
En juillet 2007, il signe un contrat de deux ans avec le club danois du Randers Football Club, dans le but de faire oublier Baye Djiby Fall, parti pour quinze millions de couronnes à l'Al Ain Club. En attaque il joue aux côtés de Marc Nygaard, ancien international danois, Buval se fait sa place au sein de l'attaque du Randers FC. Il dispute son premier match en SAS Ligaen le 18 juillet 2007 durant la première journée entre le Randers Football Club et le Viborg FF, il y dispute la totalité du match. Pour la seconde rencontre de championnat, il marque son premier but au Danemark entre un match opposant le Lyngby BK et les Randers, qui gagneront par trois buts à zéro. Sa complémentarité avec l'attaquant Marc Nygaard et leurs sens du but, fonctionnent et Buval termine sa première saison au Randers Football Club avec vingt-sept matches joués et sept buts inscrits. La saison suivante le français joue trente matches, inscrivant huit buts et réalisant cinq passes décisives. Il participe activement à la cinquième place du club, meilleur classement de l'histoire du club de Randers Football Club. Intéressé par ses services, le club de Grenoble lui fait suivre un essai en janvier 2009. Refroidi par la stratégie sportive floue des propriétaires japonais de l'époque, Buval décide de ne pas  donner suite aux offres du Grenoble Foot 38 pour finir sa saison au Danemark. Un choix qui se révèle payant puisque les bonnes performances de Buval au sein du club danois lui valent d'être élu parmi les trois meilleurs joueurs de tous les temps du club du Randers Football Club.

### Panthrakikos
Après le Danemark, c'est en Grèce que Bédi Duval vient tenter une nouvelle aventure. Il signe en faveur du club de Panthrakikos qui effectue sa deuxième année en première division. Il dispute son premier match en Grèce durant la première journée entre un match opposant le Panthrakikos et l'Iraklis Salonique (1-2) le 23 août 2009. Il n'en garde cependant pas de bons souvenirs car le Panthrakikos enregistre quinze défaites en dix sept matches, soit deux points pris. Duval inscrit tout de même trois buts avec son équipe, dont son premier en Grèce le 18 octobre 2009 contre l'AEK Athènes (2-3) durant la septième journée de championnat. Le 10 janvier 2010 il s'illustre contre le PAS Giannina où il marque un but remarquable grâce à une frappe en reprise de volée pied gauche en pleine lucarne, ce qui lui facilite la sortie vers une autre équipe. Arrivée au mercato hivernal, il demande à résilier son contrat et à partir dans la foulée pour un autre club.

### Paniónios
Il rejoint le Paniónios durant le mercato hivernal, le 13 janvier 2010. Auteur d'une bonne moitié de saison où il se fait remarquer pour son instinct de buteur, il renforce l'attaque des hommes d'Emilio Ferrera. Il reste seulement une moitié de saison et ne connait pas une pleine réussite. Il ne joue que neuf rencontres de championnat dont trois en coupe nationale sans marquer le moindre but avec le Paniónios. Il ne reste pas plus longtemps et quitte la Grèce.

### Lechia Gdańsk

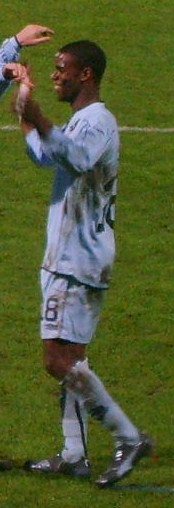
Bédi Buval sous le maillot du Lechia Gdańsk

À l'été 2010 le 31 août, il s'engage sur une durée de deux ans. avec le club polonais du Lechia Gdańsk qui effectue le forcing pour le recruter. Au cours de la saison 2010/2011, il est associé à Ivans Lukjanovs et Abdou Razack Traoré, l'un des meilleurs buteurs de la division. Buval se montre décisif lors de ses débuts, marquant un but par match lors de ses trois premières rencontres. Il fait ses grands débuts dans le championnat polonais durant la sixième journée entre un match opposant le Lechia Gdańsk et le KS Cracovia le 17 septembre 2010. Par la même occasion il inscrit l'unique but de la rencontre et offre ainsi les trois points de la victoire à sa nouvelle équipe. Au cours de son deuxième match de championnat, Bédi Duval marque à nouveau cette fois aux dépens du Legia Varsovie. Ses deux buts sont décisifs, et il participe ainsi à la très bonne saison de son club. Avide d'un nouveau challenge sportif et à la suite d'un imbroglio contractuel avec le club polonais, Bedi Buval quitte le club du Lechia Gdansk à la fin de la saison.

### Feirense
Après de nombreux pays, c'est au Portugal qu'il souhaite montrer ses talents de buteur. Duval découvre le football portugais, et aussi le club du CD Feirense. Tout juste le club promu, l'attaquant français a la lourde tâche d'aider le club à se maintenir. Il est concurrencé par d'autres joueurs comme Rabiola mais montre très vite ses qualités de buteur. Il effectue sa grande rentrée seulement en novembre durant un match de coupe de la ligue où il inscrit le premier but. Bédi fait sa grande rentrée à la suite de cela sous les ordres de Quim Machado qui le place très rapidement titulaire le 27 novembre 2011 contre le Rio Ave FC. Le Feirense rapporte trois points très importants, mais Bédi cette fois ne marque pas de but. Bédi retrouve à nouveau le chemin des filets durant la journée suivante, lors  d'un match face au Vitória Setúbal. Il est l'auteur d'un doublé durant un match de championnat face à l'União de Leiria la journée qui vient. Son doublé et ses nombreux buts ne passent pas inaperçus, car les Girondins de Bordeaux de l'entraîneur Francis Gillot montrent leur fort intérêt mais Bédi Duval préfère rester au Portugal à travers la presse avec des envies d'un retour en France. Par la même occasion, il est élu meilleur joueur du championnat portugais à la fin du mois de décembre. Duval est actuellement à dix-huit rencontres pour sept buts avec le maillot du CD Feirense.

### Coimbra
En 2013 l'attaquant français s'engage avec l'Académica Coimbra. Il résilie son contrat le 17 décembre de la même année.

## Statistiques

### Statistiques en club
| Saison                | Club                  | Championnat           | Championnat | Championnat | Coupe nationale | Coupe nationale | Coupe de la Ligue | Coupe de la Ligue | Total | Total |
| Saison                | Club                  | Division              | M.          | B.          | M.              | B.              | M.                | B.                | M.    | B.    |
| 2005-2006             | Bolton Wanderers R    | -                     | -           | -           | -               | -               | -                 | -                 | 0     | 0     |
| Sous-total            | Sous-total            | Sous-total            | -           | -           | -               | -               | -                 | -                 | 0     | 0     |
| 2006-2007             | Red Star 93           | 4                     | 13          | 1           | -               | -               | -                 | -                 | 13    | 1     |
| Sous-total            | Sous-total            | Sous-total            | 14          | 1           | -               | -               | -                 | -                 | 14    | 1     |
| 2007-2008             | Randers FC            | 1                     | 27          | 7           | -               | -               | -                 | -                 | 27    | 7     |
| 2008-2009             | Randers FC            | 1                     | 30          | 8           | 3               | 2               | -                 | -                 | 33    | 10    |
| Sous-total            | Sous-total            | Sous-total            | 57          | 15          | -               | -               | -                 | -                 | 57    | 15    |
| 2009-2010             | Panthrakikos FC       | 1                     | 17          | 3           | 1               | 0               | -                 | -                 | 18    | 3     |
| Sous-total            | Sous-total            | Sous-total            | 17          | 3           | 1               | 0               | -                 | -                 | 18    | 3     |
| 2009-2010             | Paniónios             | 1                     | 9           | 0           | 3               | 0               | -                 | -                 | 12    | 0     |
| Sous-total            | Sous-total            | Sous-total            | 9           | 0           | 3               | 0               | -                 | -                 | 12    | 0     |
| 2010-2011             | Lechia Gdańsk         | 1                     | 23          | 2           | 6               | 1               | -                 | -                 | 29    | 3     |
| Sous-total            | Sous-total            | Sous-total            | 23          | 2           | 6               | 1               | -                 | -                 | 29    | 3     |
| 2011-2012             | CD Feirense           | 1                     | 19          | 8           | 0               | 0               | 1                 | 1                 | 20    | 9     |
| Sous-total            | Sous-total            | Sous-total            | 19          | 8           | 0               | 0               | 1                 | 1                 | 20    | 9     |
| 2013-2014             | Académica             | Liga Zon Sagres       | 7           | 0           | 1               | 0               | -                 | -                 | 8     | 0     |
| Sous-total            | Sous-total            | Sous-total            | 7           | 0           | 1               | 0               | -                 | -                 | 8     | 0     |
| 2013-2014             | FC Paços de Ferreira  | Liga Zon Sagres       | 7           | 0           | 3               | 2               | -                 | -                 | 10    | 2     |
| Sous-total            | Sous-total            | Sous-total            | 7           | 0           | 3               | 2               | -                 | -                 | 10    | 2     |
| Total sur la carrière | Total sur la carrière | Total sur la carrière | 153         | 29          | 17              | 5               | 1                 | 1                 | 171   | 35    |

## Palmarès

### Joueur
Néant

### Distinctions personnelles
| Championnat du Portugal - Meilleur footballeur du championnat portugais du mois de Décembre 2012 |